# 鄭人沢
鄭 人沢（チョン・インテク、정인택、1909年9月12日 - 1952年8月4日）は、日本統治時代の朝鮮において活動し、後に朝鮮民主主義人民共和国へ越北した小説家。日本統治時代の朝鮮において、モダニズム文学から出発して、後に親日作家として糾弾されることになる作品群を残し、朝鮮語だけでなく日本語でも作品を発表した。

## 生涯
義親王李堈の亡命を図った大同団事件に巻き込まれた言論人である鄭雲復の息子。漢城府で生まれ、平安北道の義州で幼少期を送った。
京城府の京城第一高等普通学校（경성제일고등보통학교：後の京畿高等学校の前身）を卒業して、京城帝国大学予科へ進むが、中退して、東京に遊学する。東京に滞在していた1930年代から短編小説などを発表し始めた。
その後、京城府に戻り、詩人・小説家の李箱が経営していた茶房に出入りし、そこで様々な作家たちと交流した。
日本統治時代の朝鮮において『毎日新報』や、雑誌『文章（문장）』の記者を務めながら、私小説、心理小説を中心に、およそ40編余りの作品を発表した。本格的な小説作品として最初に発表されたものは、『촉루（髑髏）』（1936年）であり、作家の自意識が反映された知識人青年が主人公である『髑髏』は、『迷路⸺어느年代의記錄（迷路⸺ある年代の記録）』（1939年）と『여수（旅愁）』（1941年）の連作につながり、鄭人沢の代表作となった。雑誌『文章』の編集に関わり始めた1939年以降は、多数の短編小説を同誌に発表した。金南天は、当時、1940年に発表した評論の中で、鄭人沢の作風について、崔明翊、許俊とともに「心理と意識の描写」を中心とする「心理世界への転換」を表したもの、また「小説の古典的法則を意識的に破壊しようとする」ものであると評したが、これは、鄭人沢が1930年代のモダニズム文学の流れにあったことを意味していた。
太平洋戦争の時期に朝鮮文人報国会に参加するなど、親日行為があった。当時、大日本帝国の国策に沿った「御用文学」は、「国民文学」と称されたが、鄭人沢は、その代表的な作家となった。この頃、満洲国への視察旅行を経て、朝鮮人開拓移民を背景に書いた『검은 흙과 흰 얼굴（黒い土と白い顔）』（1942年）は、典型的な親日作品に挙げられる。また、日本語でも多数の作品を残しており、表題作「清涼里界隈」や「かへりみはせじ」などを収めた作品集『清涼里界隈』（1944年）や、小説『濃霧』（1942年）などが知られている。「かえりみはせじ」（初出：1943年）は、朝鮮人志願兵が故郷の母に書き送った書簡という体裁を取り、志願兵制度を讃える内容の書簡体小説であった。1945年3月には、長篇小説『武山大尉』と短篇集『清涼里界隈』により「国語文学、特に戦争文学に大きな貢献」ありとして、国語文学総督賞を受賞した。
親友だった李箱の恋人として知られたクォン・ヨンヒと結婚し、朝鮮戦争中に家族と共に越北した。鄭人沢は日本統治時代から理念成果とは距離が遠い作品を使って光復後には国民保導連盟に加入した記録があるだけで文壇活動もほとんどしていなかったため、朝鮮民主主義人民共和国に赴いた正確な経緯は確認されなかった。
越北後しばらく経ったころ、鄭人沢は兵士になっていた。クォン・ヨンヒは数年後、鄭人沢の友人である越北作家の朴泰遠と再婚し、朴泰遠のもとで育った鄭人沢の次女チョン・テウン（정태은）は北朝鮮の有名作家になった。鄭人沢の越北以後の行跡や死亡年度はこれまで全く知られていなかったが、2006年に離散家族の再会で北朝鮮に居住する姉と出会った朴泰遠の次男パク・ジェヨン（박재영）が、自身のブログを通して、伝え聞いた消息を明らかにして公開された。
2002年公開された親日文人42人名簿と2008年に発表された民族問題研究所の親日人名辞典収録予定者名簿に含まれた。親日作品は小説6編と創作集1巻を含めて計13編が明らかになっている。大韓民国親日反民族行為真相糾明委員会が発表した親日反民族行為705人名簿にも含まれた。

## 경력
- 朝鮮共産党 文化芸術行政特任委員（1943年3月 - 6月）
- 朝鮮文人報国会 文芸科科長（1943年6月 - 1945年8月）